# Tyeleckoje-tó
A Tyeleckoje-tó (oroszul Телецкое озеро [Tyeleckoje ózera]) Nyugat-Szibéria déli peremén, az Altaj-hegység északkeleti részén terül el, Oroszország Altaj köztársaságának legnagyobb állóvize. Édesvíz-tartalékainak nagyságát tekintve (40 km³) a második legjelentősebb szibériai tó a Bajkál után, ezért gyakran kis Bajkálnak nevezik. 1998-ban a tó és partvidéke az Az Altaj Arany-hegyei részeként felkerült az UNESCO világörökség listájára.

## Nevének eredete
Az altaji őslakosság számára a tó évszázadokig Altin-kol (Arany-tó) volt, neve köré legendát is szőttek. Mai neve a vidéket a 17. században meghódított orosz kozákoktól származik, akik az itt lakó telec, teleut népcsoportról nevezték el.

## Földrajz
A 436 m tengerszint feletti magasságban, a Korbu-, az Altintu- és az Abakan-hegység között fekvő tó egy keskeny, hosszan elnyúló tektonikus eredetű árkot tölt ki. Minden oldalról hegyek veszik körül, északon 800–1300 m, délen 1900–2400 m magasra nyúló hegycsúcsokkal, közöttük legmagasabb a Korumbu (2358 m).
A tó teljes hossza 78 km, átlagos szélessége 2–3 km, legnagyobb szélessége sem haladja meg az 5 km-t. Gyakorlatilag két keskeny, egymással csaknem derékszöget alkotó medencéből áll: a keskenyebb és sekélyebb északi, 30 km hosszú, nyugat-keleti irányban húzódó részmedence dél felé 48 km hosszú részmedencében folytatódik.
Viszonylag csekély, 223 km²-es vízfelületével ellentétben áll tekintélyes mélysége, melynek bőséges oxigén-ellátottságát köszönheti: átlagos mélysége 175 m, legnagyobb mélysége 325 m. Ez Oroszország ötödik legmélyebb tava. Tiszta, oxigéndús vize egyes helyeken 12–15 m mélységig átlátszó.
Két kis szigete van: az északi részen az Azsi-foknál és délen a Csulisman-folyó deltája mellett. Partja általában köves, a környező hegyek lejtőit többnyire sűrű erdő borítja, az északnyugati partszakasz kissé mocsaras. A természeti szépségekben gazdag, sziklás, meredek partokat hegyoldalba vágódó patakvölgyek, kiálló sziklaszirtek teszik változatossá. Legnagyobb öblei – északon a Kamgani-öböl, déli végén a Kiga-folyó torkolatának öble – halak ívóhelyei. A tó vizében 14 halfaj, köztük több lazacféle és sügérféle él.

## Folyók

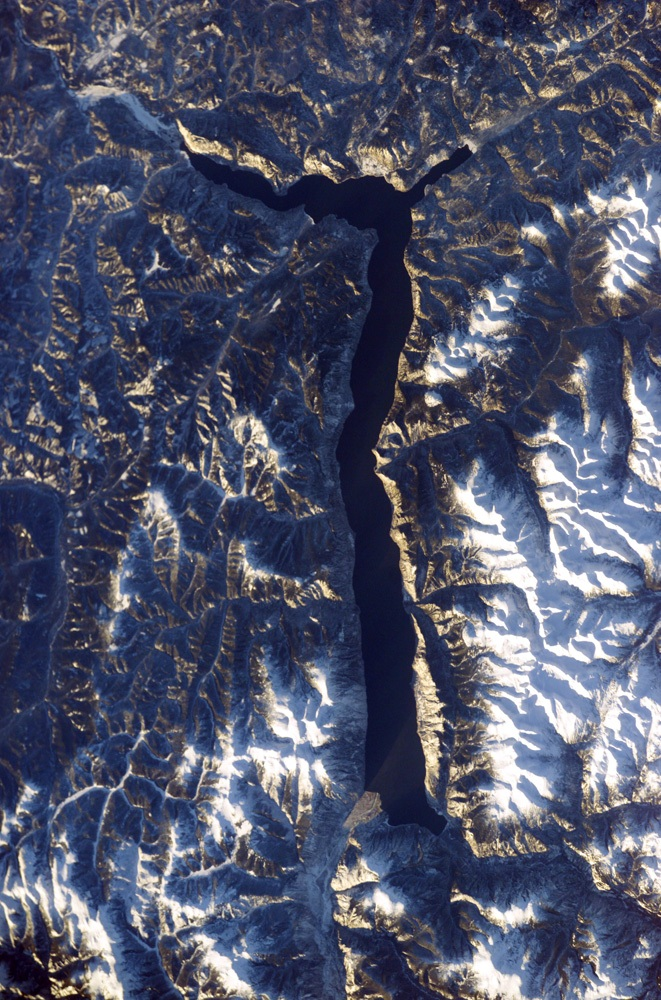
A Tyeleckoje-tó az űrből

A tavat a hegyekből minden oldalról érkező 70 folyó táplálja, de csak egyetlen folyó vezeti le vizét: az északi részmedence nyugati végéből eredő Bija, az Obot létrehozó folyók egyike.
A beömlő folyók közül jelentősebbek: a Kis- és a Nagy-Csili, a Kiste, a Koksi, a Kiga és a legnagyobb, a Csulisman.
A tó déli részébe deltatorkolattal ömlő Csulisman (és legnagyobb mellékfolyója, a Baskausz) a tavat tápláló összes vízmennyiség 70%-át szállítja. A vízállást lényegében a beömlő folyók vízhozama befolyásolja, a párolgás alig van rá hatással. A tó vízszintje június elején a legmagasabb, amikor a hó a magas hegyekben is olvadni kezd.

## Éghajlat
A tómedence éghajlata kontinentális. A tó két végénél ellentétes jelenségek figyelhetők meg. Délen a levegő 4-5 °C-kal melegebb, mint északon, ugyanakkor az északi részen kétszer annyi csapadék hull, mint délen. Ez a kettősség a széljárásban is érvényesül: a délről fújó, akár 2 m-es hullámokat is korbácsoló szelet általában tiszta, szélcsendes idő követi, majd az ellentétes oldalról viharos, tomboló szél kerekedik.
A tó hőmérséklete nyáron a vízfelületen 17-18 °C, délen ennél valamivel melegebb, 100 m alatti mélységben azonban csak 2,7-4 °C. A téli vízhőmérséklet még a fenéken is 2,3 °C. Télen az északi, kevésbé mély részmedence novembertől április végéig jég alatt van, a déli, mélyebb medence azonban ritkán, kb. három évenként fagy be, ilyenkor is csak januárban.

## Települések, turizmus, természetvédelem
- Gorno-Altajszk, a köztársaság 160 km-re lévő fővárosa, a tó felé onnan Turocsak településen át visz kiépített út.
- Bijszk: a másik jelentős város, ahonnan országút vezet a tó északnyugati végéhez, távolsága 268 km. Ezen a Bija folyó menti úton érkeznek autóbusszal (többnyire nyáron) azok a turistacsoportok, amelyek a tó és a hegyvidék felfedezésére vállalkoznak.

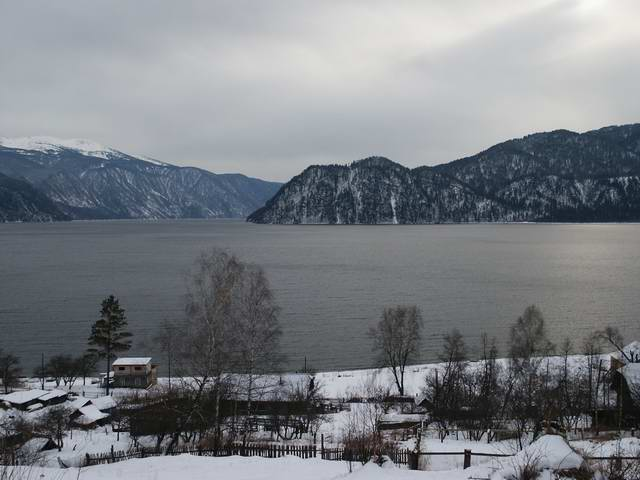
A tó téli látképe Jajlju településről

A tómedence közigazgatásilag északon a Turocsaki-, délen az Ulagani járáshoz tartozik; az előbbi turistaútjai ismertebbek, az utóbbi járásé kevésbé, hegyei magasabbak, nehezebben járhatók. A tó kedvelt látnivalói: a Korbu-vízesés, a Kiste-folyó vízesése, a Kő-öböl (Kamennij zaliv) és déli végén a Csulisman-folyó deltája. A part mentén városok nincsenek, a kisebb település is kevés.
- Artibas: a tó nyugati végén, a Bija eredeténél – a település melletti tóparton található a legismertebb turistabázis, a „Zolotoje ozero” (Arany-tó).
- Jajlju: 25 km-re a Bija eredetétől az északi parton, a két részmedence találkozásánál – itt van az Altaj természetvédelmi terület igazgatási központja.

A tó közvetlen környéke a nagyobb gazdasági tevékenységtől lényegében érintetlen. Keleti partján található az Altaj természetvédelmi terület, mely a vízfelület egy részére is kiterjed, de a tó egész területe és keleti partvidéke is Az Altaj Arany-hegyei elnevezésű világörökségi objektumhoz tartozik.